# Shoguna striata
Shoguna striata is een keversoort uit de familie kerkhofkevers (Monotomidae). De wetenschappelijke naam van de soort werd in 1900 gepubliceerd door Gilbert John Arrow.